# سعید رمضانی
سعید رمضانی (زاده ۱۵ مرداد ۱۳۵۵) بازیکن سابق فوتبال اهل شهر کرمانشاه ایران است.هرچند ایشان اصالتا اهل روستای لوت شهرستان آمل میباشد به همین سبب پسوند نام خانوادگی ایشان لوطیج است . وی ابتدا به عنوان مدیر ورزشی تیم فوتبال سیاه‌جامگان انتخاب شد. در شهریور ۱۳۹۴ پس از استعفای رسول خطیبی به عنوان سرمربی تیم انتخاب شد اما در مهر ماه ۱۳۹۴ جای خود را به فرهاد کاظمی داد.

## آمار باشگاهی
| بازی باشگاهی                  | بازی باشگاهی                | بازی باشگاهی       | لیگ    | لیگ  | جام حذفی | جام حذفی | قاره ای    | قاره ای    | مجموع  | مجموع |
| فصل                           | باشگاه                      | لیگ                | بازی‌ها | گل‌ها | بازی‌ها   | گل‌ها     | بازی‌ها     | گل‌ها       | بازی‌ها | گل‌ها  |
| ایران                         | ایران                       | ایران              | لیگ    | لیگ  | جام حدفی | جام حدفی | لیگ آسیایی | لیگ آسیایی | مجموع  | مجموع |
| ----------------------------- | --------------------------- | ------------------ | ------ | ---- | -------- | -------- | ---------- | ---------- | ------ | ----- |
| لیگ برتر فوتبال ایران ۸۱–۱۳۸۰ | باشگاه فوتبال ذوب‌آهن        | لیگ برتر خلیج فارس | ۲۵     | ۱    |          |          | -          | -          |        |       |
| لیگ برتر فوتبال ایران ۸۲–۱۳۸۱ | باشگاه فوتبال سپاهان        | لیگ برتر خلیج فارس | ۲۰     | ۱    |          |          | -          | -          |        |       |
| لیگ برتر فوتبال ایران ۸۳–۱۳۸۲ | باشگاه فوتبال سپاهان        | لیگ برتر خلیج فارس | ۱۵     | ۲    |          |          |            | ۰          |        |       |
| لیگ برتر فوتبال ایران ۸۴–۱۳۸۳ | باشگاه فوتبال سپاهان        | لیگ برتر خلیج فارس | ۱۰     | ۲    |          |          |            | ۰          |        |       |
| لیگ برتر فوتبال ایران ۸۵–۱۳۸۴ | باشگاه فوتبال استقلال اهواز | لیگ برتر خلیج فارس | ۱۵     | ۱    |          |          | -          | -          |        |       |
| لیگ برتر فوتبال ایران ۸۶–۱۳۸۵ | باشگاه فوتبال استقلال اهواز | لیگ برتر خلیج فارس | ۲۲     | ۲    |          |          | -          | -          |        |       |
| لیگ برتر فوتبال ایران ۸۷–۱۳۸۶ | باشگاه فوتبال استقلال اهواز | لیگ برتر خلیج فارس | ۱۸     | ۳    |          |          | -          | -          |        |       |
| لیگ برتر فوتبال ایران ۸۸–۱۳۸۷ | باشگاه فوتبال فولاد خوزستان | لیگ برتر خلیج فارس | ۲۷     | ۷    |          |          | -          | -          |        |       |
| لیگ برتر فوتبال ایران ۸۹–۱۳۸۸ | باشگاه فوتبال فولاد خوزستان | لیگ برتر خلیج فارس | ۳۳     | ۵    | ۱        | ۰        | -          | -          | ۳۴     | ۵     |
| لیگ برتر فوتبال ایران ۹۰–۱۳۸۹ | باشگاه فوتبال فولاد خوزستان | لیگ برتر خلیج فارس | ۱۰     | ۰    | ۱        | ۰        | -          | -          | ۱۱     | ۰     |
| لیگ برتر فوتبال ایران ۹۱–۱۳۹۰ | باشگاه فوتبال فولاد خوزستان | لیگ برتر خلیج فارس | ۰      | ۰    | ۰        | ۰        | -          | -          | ۰      | ۰     |
| مجموع                         | ایران                       | ایران              |        | ۲۴   |          |          |            | ۰          |        |       |
| مجموع باشگاهی                 | مجموع باشگاهی               | مجموع باشگاهی      |        | ۲۴   |          |          |            | ۰          |        |       |

- Assist Goals

| Season                        | Team                        | Assists |
| ----------------------------- | --------------------------- | ------- |
| لیگ برتر فوتبال ایران ۸۹–۱۳۸۸ | باشگاه فوتبال فولاد خوزستان | ۱       |
| لیگ برتر فوتبال ایران ۹۰–۱۳۸۹ | باشگاه فوتبال فولاد خوزستان | ۰       |

## زندگی شخصی
رمضانی که داماد ناصر حجازی است در دی ۱۳۹۸ به عنوان سرپرست تیم فوتبال استقلال تهران مشغول به کار شد.